# Johan H. Kjellgren
Hans Erik Johan Hansson Kjellgren (født 6. januar 1959 i Stockholm) er en svensk skuespiller.

## Liv og karriere
Kjellgren voksede op i Östermalm, Stockholm. Han studerede på Teaterhögskolan i Göteborg fra 1981 til 1984 og fik først arbejde på Folkteatern i Göteborg og siden Stockholms stadsteater.
Kjellgren fik sin filmdebut i Hip Hip Hurra! (1987) og medvirkede derefter i sæbeoperaen Rederiet. I 1999 blev han nomineret til en Guldbagge for sin hovedrolle i Veranda för en tenor (1998), der er instrueret af Lisa Ohlin.

## Privatliv
Sammen med skuespillerinden Lotta Ramel har han sønnen Jim Ramel Kjellgren.

## Udvalgt filmografi
- Hip Hip Hurra! (1987)
- Blueprint (tv-serie, 1992)
- Telegrafisten (1993)
- Rederiet (tv-serie, 1993-1999)
- Politimorderen (1994)
- Svensson, Svensson - Filmen (1997)
- Den sidste kontrakt (1998)
- Veranda för en tenor (1998)
- Skærgårdsdoktoren (tv-serie, 2000)
- Cleo (tv-serie, 2002)
- Ørnen (tv-serie, 2004-2006)
- Kim Novak badede aldrig i Genesarets sø (2005)
- Kommissionen (tv-serie, 2005)
- Vidunderlig kærlighed (2006)
- Remix (2008)
- Hjerteslag (tv-serie, 2008)
- Höök (tv-serie, 2008)
- Kommissæren og havet (tv-serie, 2009)
- Maria Wern (tv-serie, 2011)
- Anno 1790 (tv-serie, 2011)
- Livstid (2012)
- Fjällbacka-mordene - Strandridderen (2013)
- Medicinen (2014)
- Savnet (tv-serie, 2017)
- Rebecka Martinsson (tv-serie, 2017)
- Bryllup, begravelse og dåb (tv-serie, 2019-2020)
- Fartblind (tv-serie, 2019-2022)
- Helt perfekt (tv-serie, 2020)
- Bryllup, begravelse og dåb - filmen (2021)